# Michel Castaing
Pour les articles homonymes, voir Castaing.
Michel Castaing, né le 26 mars 1918 à Toulouse et mort le 29 janvier 2004 à Neuilly-sur-Seine, est un historien ainsi qu’expert en paléographie et libraire. En 1961 il crée le mémorial de Chavanne, mémorial consacré à la mémoire de 9 résistants fusillés en 1942 et 1944

## Biographie
Il est le fils de Marcellin Castaing, écrivain et critique d’art qui, avec sa femme, la décoratrice Madeleine Castaing, fut l'un des principaux mécènes du peintre Soutine qu’ils hébergèrent régulièrement de 1928 à 1939 dans son manoir néoclassique de Lèves, tout près de Chartres. Le Metropolitan Museum de New York possède d’ailleurs un tableau de ce peintre représentant la « petite Madeleine des décorateurs ».
Au cours de sa jeunesse, qu’il passa dans la propriété familiale de Lèves, Michel Castaing eut ainsi l’occasion de rencontrer souvent Soutine, mais aussi Cendrars, Cocteau, Modigliani, Picasso et Erik Satie.
En 1945, Michel Castaing reprend la succession Charavay, établie 3, rue de Furstenberg à Paris, spécialisée en lettres, autographes et documents historiques, maison fondée en 1830. Il succède alors à  Jacques, Etienne et Noël Charavay grâce à Mme Charavay.
Sa dernière vente eut lieu en 1998, c’est alors qu’il dispersa la bibliothèque du collectionneur Jacques Guérin, avec des manuscrits de Rimbaud et de Lautréamont. C'est son fils Frédéric Castaing ancien professeur d’histoire, qui lui a succédé.
En 1961 il crée le mémorial de Chavanne, mémorial consacré à la mémoire de 9 résistants fusillés en 1942 et 1944
En 1989, il reçoit la légion d'honneur au grade de chevalier. Sa légion lui est remise à Paris par Alain Decaux en 1990.
En 1998, il reçoit la promotion de la légion d'honneur au grade d'officier. C'est Émile Zuccarelli qui lui remet l'insigne d'officier à Lèves.
Michel Castaing fut maire de Lèves (Eure-et-Loir) durant presque trente ans, de 1965 à 1995. Il meurt le 29 janvier 2004 à Neuilly-sur-Seine d'une infection pulmonaire.
Le complexe sportif de Lèves porte son nom.

## Sources
- Article nécrologique du Monde du 5 février 2004, cité [« http://bibliorare.pagesperso-orange.fr/info_de_bibliophilie.htm »(Archive.org • Wikiwix • Archive.is • Google • Que faire ?) ici] sous le titre « Hommage à Michel Castaing, expert paléographe ».
- Galerie Frédéric Castaing